# Echtra
Echtra es el nombre de una categoría de relatos de la literatura irlandesa antigua que versan sobre las aventuras de un héroe en el Otro Mundo (véase Tír na nÓg y Mag Mell). El término viene a significar "aventura" en irlandés antiguo. Los echtrai se diferencian de los immrama en que estos últimos hacen énfasis en el viaje por mar hasta el Otro Mundo, mientras que aquellos relatan fundamentalmente las experiencias del héroe en aquel lugar. De ahí que a menudo sea difícil determinar a qué categoría pertenecen obras como la Navigatio Sancti Brandani o el Viaje de Bran.
El héroe del echtra es invitado normalmente al Otro Mundo por una hermosa dama o un gran guerrero, y ha de cruzar el Océano occidental o una planicie cubierta de una espesa niebla. El pueblo que lo acoge a menudo se trata de los Tuatha Dé Danann (el pueblo de las hadas). El destino del héroe varía según los relatos. Unas veces permanece para siempre en las islas del Mar de Poniente y otras puede regresar a su patria, si bien se da cuenta de que han transcurridos siglos desde su partida y muere tras volver a pisar la tierra de los mortales.
- Datos: Q2383890